# Gunthar (arcybiskup Kolonii)
Gunthar (także Gunther, zm. 30 czerwca po 871) – arcybiskup Kolonii w latach 850–863.

## Życiorys
Gunthar pochodził z możnej frankijskiej rodziny, a jego matka była prawdopodobnie krewną władcy Fryzów Radboda. Objął urząd arcybiskupa Kolonii w 850 po dłuższym interregnum. Dbał o prawa archidiecezji, rozwinął też szkołę katedralną oraz bibliotekę. Początkowo sprzeciwiał się wydzieleniu ze swej archidiecezji biskupstwo Bremy, jednak ostatecznie zaakceptował tę decyzję papieską. Z papieżem poróżniła go także odmowa akceptacji jego brata Hilduina na stanowisku biskupa Cambrai.
Był bliskim współpracownikiem króla Lotara II. Uczestniczył w jego działaniach politycznych jako wysłannik królewski, uczestniczył w zawartym w 960 pokoju pomiędzy trzema królami frankijskimi. Wspomagał aktywnie króla w próbach rozwiązania jego małżeństwa z Teutbergą. Pierwsza, podjęta w 857 okazała się nieudana, ponieważ wskutek ordaliów Teutbergę uznano za niewinną zarzucanych jej czynów (kazirodczego współżycia z bratem przed ślubem i usunięcia dziecka spłodzonego w tym związku). W 860 Teutberga wyznała przed synodem w Akwizgranie winę i zgodziła się na wstąpienie do klasztoru. Jednak wkrótce uciekła do brata i odwołała zeznania oraz powiadomiła o sprawie papieża Mikołaja I. W 862 kolejny synod w Akwizgranie z Guntharem na czele pozwolił Lotarowi na małżeństwo z Walradą, którą jeszcze w tym samym roku ukoronowano na królową. Dwaj legaci papiescy przybyli w 863 zostali przekonani przez Gunthara i na synodzie w Metzu potwierdzono prawidłowość nowego małżeństwa. Arcybiskup Gunthar wraz z arcybiskupem Trewiru Theutgaudem udał się do Rzymu z protokołem tego synodu. Papież jednak uznał decyzję synodu za nieważną, usunął arcybiskupów ze stanowisk i ekskomunikował ich. Gunthar początkowo mimo papieskiej decyzji sprawował rządy w archidiecezji i długo miał nadzieję na przywrócenie utraconego urzędu. Jednak mimo kolejnych podróży do Rzymu nie zdołał uzyskać oficjalnej restytucji na tym stanowisku, także od następcy Mikołaja, Hadriana II – uzyskał jedynie częściowe zwolnienie z ekskomuniki. Ostatecznie jego nadzieje przekreśliła śmierć Lotara II w 869. Kontrolę nad Kolonią przejął Ludwik Niemiec, a w 870 na stanowisko arcybiskupa wybrano Williberta.
Kryzys w diecezji oraz prawdopodobnie wysokie koszty podróży Gunthara do Italii spowodowały zmiany w organizacji finansowej archidiecezji: w potwierdzonym przez Lotara II w 866 dokumencie przypisano konkretne ziemie i dochody do kapituł przy poszczególnych kościołach kolońskich (katedrze i kolegiatach).